# 太平镇 (平果市)
太平镇，是中华人民共和国广西壮族自治区百色市平果市下辖的一个乡镇级行政单位。

## 行政区划
太平镇下辖以下地区：
太平村、袍烈村、新圩村、内洪村、甘艾村、仁庆村、茶密村、布洋村、局平村、古案村、龙竹村、壮烈村、雁山村、那供村、吉林村、临林村、旺里村、仰良村、七良村和巴乐村。